# Лаймбах (Цюрих)

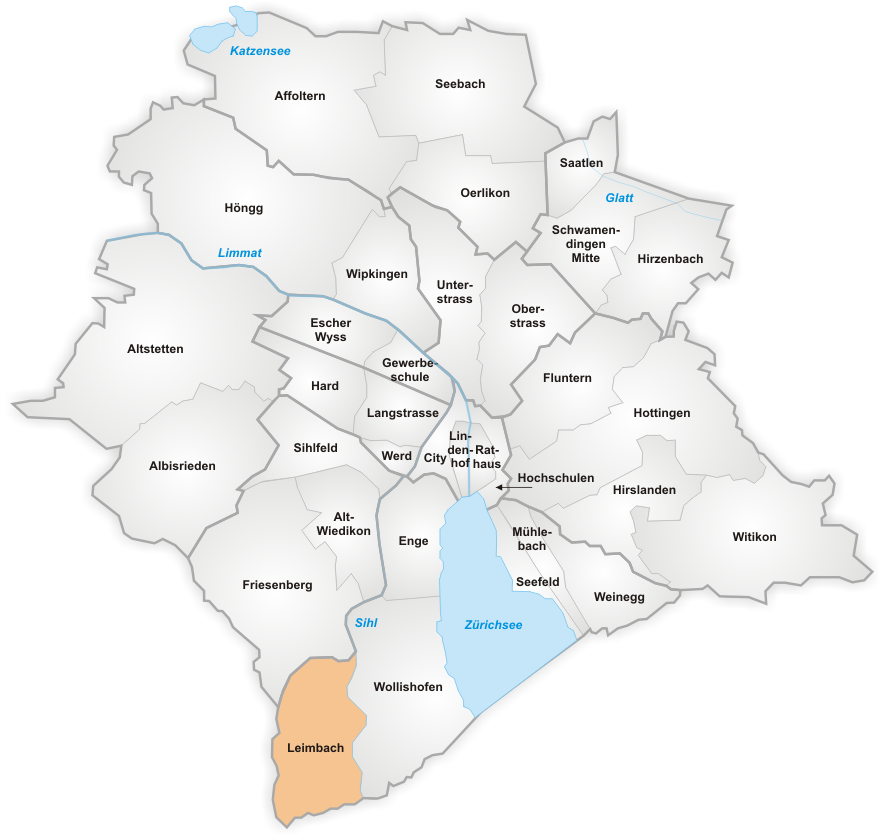
Квартал Лаймбах в Цюрихе

Лаймбах — район в городе Цюрих у подножья горы Утлиберг в долине реки Зиль. Лаймбах был образован в 1893 году при объединении муниципалитета Энге с городом Цюрих. Деревни Унтерлаймбах и Миттельлаймбах, на тот момент входящие в состав муниципалитета Энге, сформировали район Лаймбах. Вместе районы Энге, Воллисхофен и Лаймбах образуют район 2.

## История
Лаймбах впервые упоминается в документах 942 и 948 годов. Церковно Лаймбах был разделен на две части: часовня Святого Эгидия (Гилга) была филиалом церкви Святого Петра (Цюрих), а Оберлаймбах напротив ещё с средних веков принадлежал Адлисвилю. В 1440 году Лаймбах относился к Манеггу.

В начале XIX века поселение состояло из деревень Унтерлаймбах, Миттельлаймбах и Оберлаймбах, а также хозяйств Хёклер, Фриманнсхойзер, Хюсли и Рис. Оберлаймбах, до 1893 года политически принадлежавший муниципалитету Воллисхофен, был впоследствии передан муниципалитету Адлисвиль, и до сих пор является его частью. Остальные населенные пункты политически принадлежали муниципалитету Энге и образуют современный район Лаймбах.

Аэрофотоснимок 1962 года
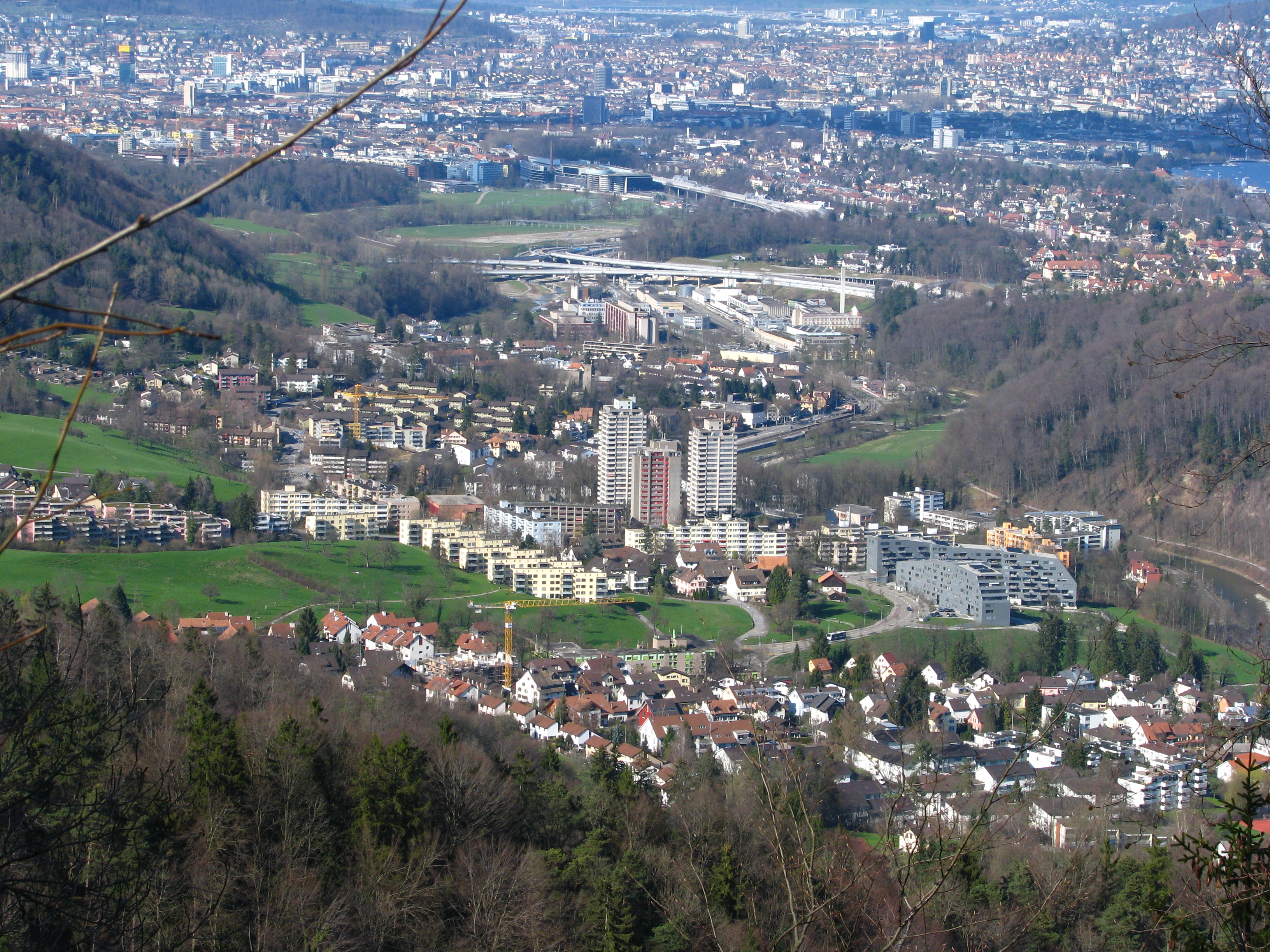
Вид на Лаймбах с Фельзенегга
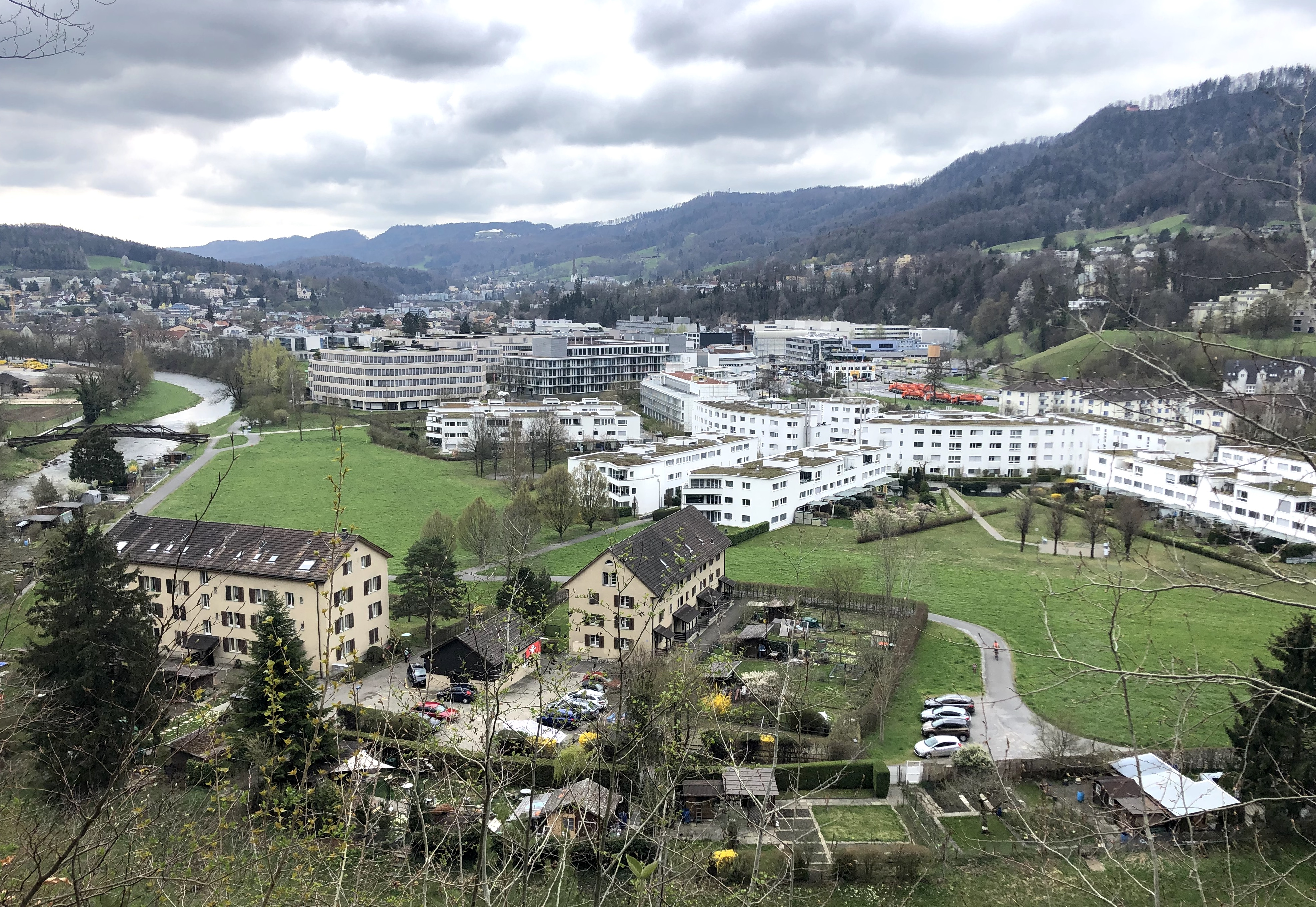
Оберлаймбах
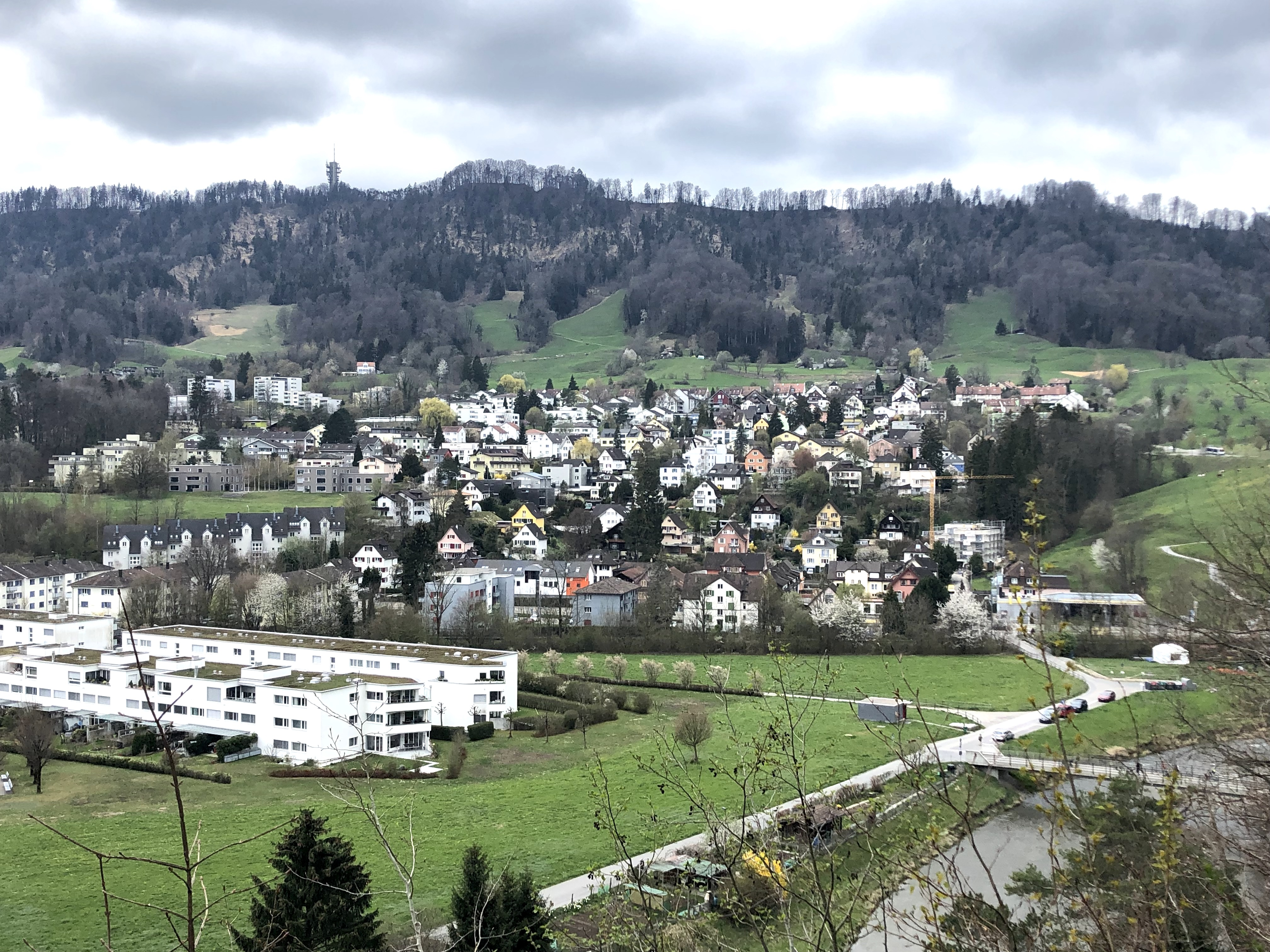
Миттельлаймбах

## Инфраструктура
В районе действуют школы для детей всех возрастов.
Из Лаймбаха можно быстро добраться до центра Цюриха по железной дороге долины Зиль.